# Ernest Duchesne

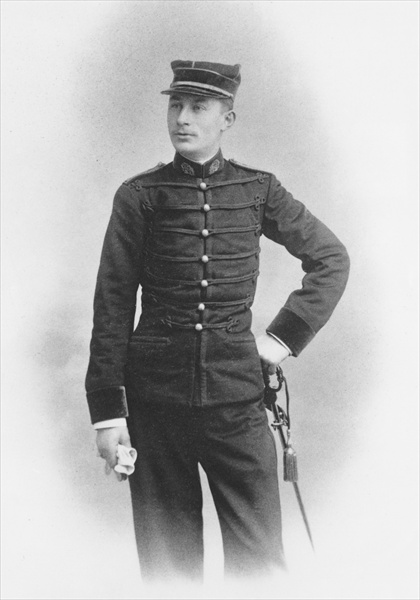
Duchesne

Ernest Duchesne (30 de mayo de 1874 – 12 de abril de 1912) fue un médico francés, considerado como el precursor teórico de la terapia con antibióticos y padre de la penicilina. Duchesne observó que ciertos mohos eran capaces de matar bacterias, realizando este descubrimiento 32 años antes de que Alexander Fleming descubriera las propiedades antibióticas de la penicilina; una sustancia derivada de esos mohos. Sin embargo sus investigaciones no trascendieron a la comunidad científica.

## Biografía
Ingresó en l'Ecole du Service de Santé Militaire de Lyon (la Escuela militar de servicios sanitarios de Lyon) in 1894. Su tesis doctoral, “Contribution à l’étude de la concurrence vitale chez les micro-organismes: antagonisme entre les moisissures et les microbes” (Contribución al estudio de la competición vital en microorganismos: antagonismo entre mohos y microbios), presentada en 1897, fue una de las primeras investigaciones publicadas que consideró las posibilidades terapéuticas de los mohos debido a su actividad antimicrobiana.
Duchesne realizó su descubrimiento tras observar cómo los mozos de cuadra del hospital militar, de origen árabe, guardaban las monturas en una habitación oscura y húmeda para favorecer en ellas el crecimiento de moho. Preguntándoles por el motivo, le respondieron que el moho ayudaba a los caballos a curar las heridas provocadas por las monturas. Intrigado, Duchesne preparó una solución con el moho y se la inyectó a una serie de cobayas infectadas. Todas se recuperaron.
En una serie de meticulosos experimentos, realizados bajo la dirección de Gabriel Roux, Duchesne estudió la interacción entre la Escherichia coli y la Penicillium glaucum, mostrando que esta última era capaz de eliminar completamente a la primera en un cultivo que contuviese solo estos dos organismos. Los cambios taxonómicos han llevado a denominar actualmente como P. expansium hongos idénticos llamados en otras épocas P. glaucum y P. claviformis.
También mostró que un animal inoculado con una dosis habitualmente letal de bacilos del tifus podía sanar si también se le inoculaba con  Penicillium glaucum. Esto contrasta con la cepa descubierta por Fleming, Penicillium notatum, que no afectaba a este bacilo. Sin embargo, a diferencia se Fleming, Duchesne no consiguió encontrar detectar la sustancia concreta con propiedades antibacterianas (años después denominada patulina, expansina y claviformina). En 1871 el cirujano Joseph Lister ya había reconocido la actividad antibacteriana del Penicillium glaucum. Quizás debido en parte a su corta edad de 23 años, y al hecho de ser un desconocido, el Instituto Pasteur ni siquiera acusó recibo del trabajo. Desafortunadamente Duchesne fue requerido por el ejército tras finalizar su doctorado, y no volvió a trabajar sobre el tema.
Duchesne ejerció un año en el hospital Val-de-Grâce antes de ser asignado al 2.º regimiento de húsares de Senlis. En 1901 contrajo matrimonio con Rosa Lassalas, quien murió de tuberculosis dos años después. En 1904 Duchesne contrajo una severa enfermedad, probablemente también tuberculosis. Tres años después fue relevado del servicio y enviado a un sanatorio en Amélie-les-Bains. Murió el 12 de abril de 1912, a la edad de 37 años. Fue enterrado junto a su mujer en el Cimetière du Grand Jas, en Cannes.

## Reconocimiento
Duchesne fue reconocido póstumamente en 1949, 5 años después de que Alexander Fleming recibiera el Premio Nobel.
Fleming reconoció el mérito de Duchesne afirmando que mientras su descubrimiento de las propiedades antibacterianas del Penicilium fue producto del azar, el de Duchesne había sido fruto de una investigación metódica. (Fleming, no obstante, fue capaz de identificar el principio activo del moho).